# Tân Sơn, Chợ Mới (Bắc Kạn)
Tân Sơn là một xã thuộc huyện Chợ Mới, tỉnh Bắc Kạn, Việt Nam.

## Địa lý
Xã Tân Sơn có vị trí địa lý:
- Phía bắc giáp huyện Bạch Thông và huyện Na Rì
- Phía đông giáp huyện Na Rì
- Phía Tây giáp xã Cao Kỳ và huyện Na Rì
- Phía nam giáp xã Hòa Mục và thành phố Bắc Kạn.

Xã Tân Sơn có diện tích 62,72 km², dân số năm 2019 là 1.538 người, mật độ dân số đạt 25 người/km².
Tân Sơn có tuyến quốc lộ 3B chạy qua phần phía bắc. Một số phụ lưu tả ngạn của sông Cầu chảy trên địa bàn xã Tân Sơn như: Nậm Đất, Bản Lù, Khuổi Cuông, Mỏ Khang và Khuổi Đeng.

## Hành chính
Xã Tân Sơn được chia thành 6 thôn bản: Khuổi Đeng 1, Khuổi Đeng 2, Nà Khu, Bản Lù, Nặm Dất, Phja Rả.